# Нойенкирхен (Грейфсвальд)
Нойенкирхен (нем. Neuenkirchen) — община в Германии, в земле Мекленбург-Передняя Померания.
Входит в состав района Восточная Передняя Померания. Подчиняется управлению Ландхаген. Население составляет 2293 человека (на 31 декабря 2010 года). Занимает площадь 23,09 км².
Коммуна подразделяется на 4 сельских округа.